# Marujada de Jacobina
A Marujada de Jacobina é uma das manifestações que pertence ao repertório cultural da cidade de Jacobina Bahia que tem muitos festejos, dentre os quais destaca-se a Marujada, que existe há mais de 200 anos. É uma tradição de rua que é parte da história do lugar e remonta a tradições do período colonial, entrelaçando, assim o passado e o presente de Jacobina. A Marujada trás em seus entrelaço resistência ao coronelismo, devoção religiosa, organização social.
Possui cargos que só podem ser ocupados por alguns membros de uma das famílias fundadoras, que são a família Caranguejo, Capim e Labatut. A marujada desfila nas ruas de Jacobina cantando reisado e prestando homenagens a São Benedito e Santo Antônio. É composta por um mestre, contramestre, general, capitão, marujos, violeiro, madrinha e calafates.

#### História
A centenária Marujada de Jacobina é uma manifestação popular, social e cultural existente na cidade e reconhecida por sua participação desde o período colonial, principalmente na atividade mineradora. Entretanto, sua oficialização ocorreu em 1987, quando a entidade passou a ter um estatuto oficial e uma sede como instituição da sociedade civil. Seguindo assim a manutenção de sua tradicional participação nos festejos de São Benedito com procissão da Igreja da Matriz até a Missão e posteriormente nos festejos de Santo Antônio.
Criada a partir das famílias Caranguejo, Capim e Labatut, é formada por um grupo de homens, em sua maioria negros, as famílias Caranguejo e Capim foram as que iniciaram a Marujada de Jacobina, posteriormente é que entrou a família Labatut. Quem fundou foi Benedito Caranguejo, acreditasse que o fundador Benedito Caranguejo foi escravizado ou descendente de escravizados.
A Marujada de Jacobina rende homenagem a São Benedito, a quem está relacionada toda a sua simbologia de origem, pois era o santo negro de devoção dos negros escravizados, que o cultuavam às escondidas dos coronéis da mineração, usaram a devoção como resistência ao processo de escravização. O coronelismo e a igreja, não podendo suprimir o avanço do potencial da representação que a Marujada foi ganhando, acabaram por integrar a apresentação à sua festividade. A segunda-feira após o domingo de Pentecostes, dia dedicado a esse Santo, é a principal data da sua apresentação.

#### Encenação, estrutura e organização
A Hierarquia é bastante respeitada dentro da Marujada: os principais cargos são vitalícios; e o cargo de mestre só pode ser ocupado por pessoas das famílias Caranguejo e Labatut. Eles seguem a gradação hierárquica de mestre, que é o marujo que equivale a uma espécie de herói e é guardador de sabedoria, porque venceu o mar e a guerra (com a ajuda de São Benedito e Santo Antônio); contramestre, general, capitão, marujos, violeiro, madrinha e calafates, que são as crianças. Disposição da apresentação se compõem em duas filas seguindo a hierarquia.
Integrantes
Responsável: José Manoel de Farais 
38 Integrantes 

#### Simbologias
Espada: um dos símbolos da marujada é a espada, ela é passada de geração em geração pelo mestre. Quem desfila com ela é o general representação armada simbolizado o poder e força no combate.
Espada: Um dos símbolos da marujada é a espada, ela é passada de geração em geração pelo mestre. Quem desfila com ela é o general representação armada simbolizado o poder e força no combate. 
Matina: Corresponde o horário de saída dos marujos para o início da apresentação, onde a 3 horas da manhã se reúnem na sede da Marujada e partem a igreja da matriz prestar primeira homenagens a são Benedito.
Explosão dos fogos: Muito presente na festividade coloniais a explosão dos fogos na apresentação da Marujada de Jacobina representa o “Alerta” a população de que a festejos se iniciam e continuam presente até o final da apresentação.
Violeiro: Tem destaque na organização da apresentação colado em ponto estratégico violeiro é responsável pelo toque de viola que iniciam os versos da música da Marujada.
Batuta: Utilizada pelo mestre na mão direita durante a apresentação tem como objetivo a organização e indicações ao grupo de marujos. 

#### Participação feminina
A participação feminina fica restrita ao cargo de madrinha responsável pela organização das vestimentas no dia da apresentação, e da alimentação dos marujos e na busca por verba para organização. Além da madrinha as mulheres dos marujos sem a procissão, mas sem qualquer menção ou apresentação/representação no cortejo
Em sua dissertação Carmélia Miranda [colocar nota de rodapé] apresenta um caso de participação da mestra mirim Valquíria que, por falta de filho de mestre José Carlos, pôde assumir o título.
Rituais e cantos  
A musicalidade presente na apresentação da Marujada se aproxima de uma mistura de reisado, marcha, samba, capoeira e percussão com seguintes instrumentos castanholas, viola, pandeiros.
Letras  
·Alerta, alerta, quem dorme,
Alerta, alerta, quem dorme,
Sai a moça na janela,
E os marujos respondem:
Oh venha ver a triste vida,
Que o pobre marujo leva.
Oh venha ver a triste vida,
Que o pobre marujo leva.
Rema, rema, meu marujo
Rema, com muita chibanca
Lá na chegada porto
Na cidade de brança
Letras apresentam como foram socorridos pelo santo:
Mas quando cheguei n barra
Todos com medo do mar
Meu padre são benedito
Vos queria nos ajudar
Meu padre São benedito
Vos queria nos ajudar
1. ↑  MIRANDA, Carmélia Aparecida Silva. Um Olhar Sobre a Festa da Marujada em Jacobina. Programa de Mestrado Interinstitucional, PUC-SP/UNEB, 1999, 176р.
2. ↑  MIRANDA, Carmélia Aparecida Silva. Um Olhar Sobre a Festa da Marujada em Jacobina. Programa de Mestrado Interinstitucional, PUC-SP/UNEB, 1999, 176р.
3. ↑  MIRANDA, Carmélia Aparecida Silva. Um Olhar Sobre a Festa da Marujada em Jacobina. Programa de Mestrado Interinstitucional, PUC-SP/UNEB, 1999, 176р.
4. ↑  MIRANDA, Carmélia Aparecida Silva. Um Olhar Sobre a Festa da Marujada em Jacobina. Programa de Mestrado Interinstitucional, PUC-SP/UNEB, 1999, 176р.
5. ↑  MIRANDA, Carmélia Aparecida Silva. Um Olhar Sobre a Festa da Marujada em Jacobina. Programa de Mestrado Interinstitucional, PUC-SP/UNEB, 1999, 176р.
6. ↑  CHEGANÇAS DA BAHIA. Marujada de Jacobina. Cheganças da Bahia, 2021. https://chegancasdabahia.org.br/index.php/marujada-de-jacobina/. Acesso em: 2 maio 2025.
7. ↑  MIRANDA, Carmélia Aparecida Silva. Um Olhar Sobre a Festa da Marujada em Jacobina. Programa de Mestrado Interinstitucional, PUC-SP/UNEB, 1999, 176р.
8. 1 2  MIRANDA, Carmélia Aparecida Silva. Um Olhar Sobre a Festa da Marujada em Jacobina. Programa de Mestrado Interinstitucional, PUC-SP/UNEB, 1999, 176р.
9. ↑  MIRANDA, Carmélia Aparecida Silva. Um Olhar Sobre a Festa da Marujada em Jacobina. Programa de Mestrado Interinstitucional, PUC-SP/UNEB, 1999, 176р.
10. ↑  MIRANDA, Carmélia Aparecida Silva. Um Olhar Sobre a Festa da Marujada em Jacobina. Programa de Mestrado Interinstitucional, PUC-SP/UNEB, 1999, 176р.
11. ↑  MIRANDA, Carmélia Aparecida Silva. Um Olhar Sobre a Festa da Marujada em Jacobina. Programa de Mestrado Interinstitucional, PUC-SP/UNEB, 1999, 176р.
12. ↑  MIRANDA, Carmélia Aparecida Silva. Um Olhar Sobre a Festa da Marujada em Jacobina. Programa de Mestrado Interinstitucional, PUC-SP/UNEB, 1999, 176р.
13. ↑  MIRANDA, Carmélia Aparecida Silva. Um Olhar Sobre a Festa da Marujada em Jacobina. Programa de Mestrado Interinstitucional, PUC-SP/UNEB, 1999, 176р.
14. ↑  MIRANDA, Carmélia Aparecida Silva. Um Olhar Sobre a Festa da Marujada em Jacobina. Programa de Mestrado Interinstitucional, PUC-SP/UNEB, 1999, 176р.
15. ↑  CHEGANÇAS DA BAHIA. Marujada de Jacobina. Cheganças da Bahia, 2021. Disponível em: https://chegancasdabahia.org.br/index.php/marujada-de-jacobina/. Acesso em: 2 maio 2025.